# Badendorf
Badendorf er en by og kommune i det nordlige Tyskland, beliggende i Amt Nordstormarn under Kreis Stormarn. Kreis Stormarn ligger i den sydøstlige del af delstaten Slesvig-Holsten.

## Geografi
Badendorf ligger ca. seks kilometer vest for Lübeck. Motorvejen A20 løber gennem kommunen.